# Pandemia de gripe A (H1N1) de 2009-2010 en Noruega
La pandemia de gripe A (H1N1), que se inició en 2009, entró en Noruega el 9 de mayo del mismo año. Este fue el 14º país en reportar casos de gripe A en el continente europeo.
El 9 de mayo Noruega confirmó sus 2 primeros casos de la nueva gripe. Dos jóvenes (un hombre y una mujer) contrajeron la enfermedad en México. Ambos tuvieron síntomas leves y están recuperándose bien, según las autoridades.
Se confirmó que el hombre y la mujer, de 20 años, contrajeron el virus tras volver de México (donde estudiaban), dijo Anne Kirkhusmo, vocera del Directorio Nacional de Salud. México es el lugar donde surgieron los primeros casos del padecimiento.
"Dos personas han sido infectadas" - señaló Kirkhusmo a The Associated Press. - "Ambas están bien y no fue necesario hospitalizarlas".
Hasta el 29 de abril de 2010 (fecha de la última actualización), fueron registrados 12.654 casos de gripe A (H1N1) en este país escandinavo, además de 29 muertes.